# Lance Barnard
Pour les articles homonymes, voir Barnard.
Lance Herbert Barnard (1er mai 1919 - 6 août 1997), est un homme politique australien, qui est vice-premier ministre pendant la plus grande partie du gouvernement travailliste de Gough Whitlam. 

## Biographie
Né en Tasmanie, élevé à Launceston, Lance Barnard est le fils de Claude Barnard (en) qui est député travailliste de Tasmanie de 1934 à 1949 et ministre du gouvernement de Ben Chifley. Il est professeur avant d'être élu à la Chambre des Représentants pour la circonscription de Bass, ancien siège de son père en 1954. En 1967, il devient sous-chef du parti travailliste et quand son parti remporte la majorité des voix, en 1972, il devient vice-Premier ministre. 
Pendant les deux premières semaines du gouvernement Whitlam, avant que le résultat électoral complet ne soit connu, Whitlam et Barnard forment un gouvernement à eux seuls, connu comme un duumvirat, gouvernant ainsi jusqu'à ce qu'un gouvernement au complet puisse être annoncé. Pendant cette période, Barnard occupe 14 portefeuilles dont ceux de la Défense et de l'Immigration. Lorsque le gouvernement est au complet, Barnard prend le poste de ministre de la Défense. 
À la suite des élections de 1974, Barnard perd son poste de vice-président du parti face à Jim Cairns et peu après, il se retire de la politique. Il est nommé ambassadeur en Norvège, Finlande et Suède. La perte par les travaillistes de la circonscription de Bass aux élections partielles provoquées par la démission de Barnard est vue par beaucoup comme le début de la fin du gouvernement Whitlam.